# Bataille de Brumath

La bataille de Brumath en 356 faisait partie des campagnes de l'empereur romain Julien contre les tribus germaniques. Après la bataille de Reims, les forces de Julien ont poursuivi plusieurs bandes armées germaniques à travers la campagne gauloise. En dehors de Brocomagus (Brumath), une bande de guerre a affronté Julien dans une bataille ouverte, laissant la victoire aux Romains.
Apprenant donc que Strasbourg, Brumath, Saverne, Seltz, Speyer, Worms et Mayence étaient tenus par les sauvages, qui vivaient sur leurs terres (car les villes elles-mêmes qu'ils évitent comme des tombeaux entourés de filets), il s'empara d'abord de Brumath, mais alors qu'il s'en approchait, une bande de Germains le rencontra et lui offrit la bataille. Julien rassembla ses forces en croissant (Bicornis figura), et lorsque le combat commença à se rapprocher, l'ennemi fut accablé par un double danger; certains furent capturés, d'autres tués dans le feu même de la bataille, et le reste s'enfuit, sauvé par leur vitesse.
Bien que les pertes ne soient pas nombreuses, la défaite germanique est suffisamment importante pour avoir un effet dissuasif sur les autres groupes tribaux de la région et pour rétablir partiellement l'ordre.
À la suite de Brumath, Julien réoccupa Cologne ( Colonia Claudia Ara Agrippinensium ), puis prit ses quartiers d'hiver à Senonae, l'actuelle Sens, où il fut assiégé par les forces franques.